# Paolo Patrizio Fava Ghisilieri
Paolo Patrizio Fava Ghisilieri (Bologna, 22 dicembre 1728 – Ferrara, 14 agosto 1822) è stato un arcivescovo cattolico italiano.

## Vita ed opere
Nato a Bologna dal conte Scipione Fava Ghisilieri e dalla marchesa Maria Facci, anch'essa bolognese, entrato molto giovane nella congregazione di San Filippo Neri, dove rimarrà per circa 20 anni distinguendosi per la sua condotta impeccabile. Nel 1752 consegue la laurea in teologia, nel 1773 viene nominato honoris causa professore di teologia e ricopre nel 1774 il ruolo di canonico penitenziere della cattedrale metropolitana di San Pietro (Bologna). Nel 1800 viene nominato vicario capitolare dell'arcidiocesi di Bologna, carica che ricoprirà fino al 1802. Nel 1803 viene nominato vicario generale dell'arcidiocesi di Bologna, incarico che ricoprirà fino al 1806.
Nel 1806 l'imperatore Napoleone in persona lo nomina, con il consenso di papa Pio VII, arcivescovo di Ferrara, carica che ricoprirà fino al 14 agosto 1822, data della sua morte. Verrà seppellito nella cripta della cattedrale di Ferrara, e ricordato dai suoi concittadini come esempio di spiritualità, moralità, equilibrio ed intelligenza politica. Tali doti furono tanto apprezzata dall'imperatore Napoleone che lo nomina, in varie epoche successive, arcivescovo di Ferrara, commendatore dell'Ordine della Corona di Ferro, grande ufficiale del Regno, conte dell'Impero ed infine senatore del Regno, sempre con il consenso del Papa, che di lui, sempre, ebbe grande stima e considerazione.
Papa Pio VII in persona lo convinse ad accettare la nomina ad arcivescovo di Ferrara, nonostante l'età avanzata, ben convinto delle sue spiccate doti di religioso, ma soprattutto di eccellente ed equilibrato mediatore, in un momento di grande contrasto tra la Chiesa e l'Impero francese.

## Genealogia episcopale
La genealogia episcopale è:
- Cardinale Scipione Rebiba
- Cardinale Giulio Antonio Santori
- Cardinale Girolamo Bernerio, O.P.
- Arcivescovo Galeazzo Sanvitale
- Cardinale Ludovico Ludovisi
- Cardinale Luigi Caetani
- Cardinale Ulderico Carpegna
- Cardinale Paluzzo Paluzzi Altieri degli Albertoni
- Papa Benedetto XIII
- Papa Benedetto XIV
- Papa Clemente XIII
- Cardinale Luigi Valenti Gonzaga
- Cardinale Giovanni Filippo Gallarati Scotti
- Cardinale Carlo Oppizzoni
- Arcivescovo Paolo Patrizio Fava Ghisilieri